# 庄延龄
爱德华·哈珀·帕克（英語：Edward Harper Parker，1849年7月3日—1926年？月？日），汉文名庄延龄，是英国外交官、律师、汉学家，曾在天津、汉口、九江、广州、上海、福州、镇江、重庆、温州等地担任助理领事、代领事、领事等职务。1894年退休，回国后任利物浦、曼彻斯特大学教授。

## 著作
- 《Comparative Chinese Family Law》(1879年)
- 《The Opium War》(1887年)
- 《Chinese Account of the Opium War》(1888年)
- 《China's Relations with Foreigners》(1888年)
- 《Up the Yangtsze》(1892年)
- 《Burma》(1893年)
- 《鞑靼千年史》(1895年)
- 《The life, labours and doctrines of Confucius》(1897年)
- 《China》(1901年)
- 《John Chinaman》(1901年)
- 《China, Past and Present》(1903年)
- 《China and Religion》(1905年)
- 《Ancient China Simplified》(1908年)
- 《Studies in Chinese Religion》(1910年)
- 《China, her history, diplomacy, and commerce》(1917年)